# 春琴抄 (1976年の映画)
『春琴抄』（しゅんきんしょう）は、1976年製作の日本映画。原作は谷崎潤一郎の同名小説。監督は西河克己。山口百恵主演文芸作品第6作。公開時の惹句は、「あなたの愛と美しさを永遠に灼きつけた私の目はもう何も見る必要はありません……銀色に光る鋭い針の先が二人を残酷なまでに哀しい愛だけの世界へ導いた」である。
キネマ旬報ベストテンでは圏外の第60位だったが、8億8400万円の配給収入を記録、1977年（昭和52年）の邦画配給収入ランキングの第8位となった。

## キャスト
- お琴：山口百恵
- 佐助：三浦友和
- 鵙屋安佐衛門：中村竹弥
- 美濃屋利太郎：津川雅彦
- 春松検校：中村伸郎
- しげ：風見章子
- お良：井原千鶴子
- 富三郎：若杉透
- 温井与平：桑山正一
- 千吉：品川隆二
- 市蔵：小松方正
- 善助：名古屋章
- お種：北川たか子
- お吉：榊原郁恵（新人）
- 芸妓：絵沢萌子
- 芸妓：白川望美（現・志麻いづみ）
- 若旦那：片岡功

## スタッフ
- 監督：西河克己
- 製作：堀威夫、笹井英男
- 脚本：衣笠貞之助、西河克己
- 音楽：佐藤勝
- 撮影：萩原憲治
- 編集：鈴木晄
- 製作プロダクション：ホリ企画制作

## 併映作品
『恋の空中ぶらんこ』
- 東宝映画作品。監督：松林宗恵。主演：藤岡弘（現・弘、）、草川祐馬、林寛子、浅野ゆう子